# Sengoku Basara 2
Sengoku Basara 2 (戦国BASARA2) é um jogo eletrônico de hack and slash e a sequência de Sengoku Basara (conhecido em inglês como Devil Kings), lançado no Japão em 27 de julho de 2006 para PlayStation 2. Uma revisão com conteúdo adicional intitulado Sengoku Basara 2 Heroes foi lançado em 29 de novembro de 2007.

## História
Sengoku Basara 2 que se baseia na história do Japão, no período Sengoku, onde houve a queda do xogun do país, e a ilha começa a entrar em guerra civil, com vários clãs disputando um golpe militar para dominar o país. Sengoku Basara 2 é uma remodelagem feita pela CAPCOM de um jogo similar da Koei, Samurai Warriors, que trata do mesmo assunto e utiliza dos mesmos personagens. Em Sengoku Basara 2, notamos uma qualidade maior na série, e tambem os personagens têm poderes especiais elementares, alguns carregam armas enormes, e derrubam vários soldados de uma vez.
A história gira em torno de Date Masamune(Azure Dragon), líder do país de Oshu, ao Norte do Japão, e de Sanada Yukimura(Scorpio), general de Takeda Shingen(Red Minotaur) da nação de Kai. Ambos possuem uma rivalidade pela disputa de terra, assim como os outros generais que querem governar a ilha. Mas em especial, Sanada Yukimura e Date Masamune, pois ambos possuem uma rivalidade pessoal de sempre quererem lutar contra algum adversário mais forte, mas um nunca conseguiu derrotar o outro. Há outros generais que possuem rivalidades no jogo.
Na história, temos um general que vem conquistando terras por meio da brutalidade, que se chama Oda Nabunaga(Devil King). Acompanhado por sua mulher Nouhime(Lady Butterfly), o seu general Akechi Mistuhide, e Ranmaru(Hornet) uma criança que é um general de Oda. Oda é um daimyo que vem espalhando o terror pela ilha, afinal ele usa armas de fogo no campo de batalha (algo que não era comum para a época, afinal os japoneses sempre lutaram usando apenas armas brancas), e causa muitos massacres durante seus ataques. Oda também se auto-proclama o demônio vindo do sexto inferno, que vai espalhar o militarismo pelo mundo.
Também temos destaques para outros generais e guerreiros no jogo, como Maeda Keiji, Tokugawa Ieyasu(Irdene), Hōjō Ujimasa(Orwik), Maeda Toshiie(Lark) e etc.